# Sadiqabad
Sadiqabad (Urdu: صادق آباد ) é uma cidade do Paquistão localizada na província de Punjab.